# Helena Fibingerová
Helena Fibingerová (Víceměřice, Prostějov, 13 de julho de 1949) é uma antiga atleta checa (então cidadã checoslovaca) que foi praticante de lançamento de peso nas décadas de 1970 e de 1980.
Em 1972 participou na final dos Jogos Olímpicos de Munique, onde foi sétima classificada com 18.81 metros. Nos anos seguintes tornou-se crónica campeã de lançamento de peso da Checoslováquia, alcançando esse título por quinze vezes ao ar livre e por catorze vezes em pista coberta. Nos Jogos de 1976 obteve a sua única medalha olímpica, depois de se classificar em terceiro lugar com a marca de 20.67m.
No dia 20 de agosto de 1977, Fibingerová tornou-se na primeira mulher a ultrapassar a marca dos 22 metros, estabelecendo um novo recorde mundial com 22.32m. Esse recorde seria batido três anos mais tarde pela alemã oriental Ilona Briesenick e, posteriormente, pela soviética Natalya Lisovskaya.
Na primeira edição dos Campeonatos Mundiais, realizados em Helsínquia em 1983, Fibingerová sagrou-se campeã com um arremesso de 21.05 metros. 